# Жінка в червоному
«Жінка в червоному» — комедійна стрічка 1984 року, яка отримала премію «Оскар» за найкращу пісню.

## Сюжет
Задоволений життям Тедді Пірс працює на хорошій роботі, у нього гарна дружина Діді та двоє дітей. Одного разу він побачив жінку в червоній сукні, вона в ній виглядала неперевершено. Чоловік, який переживає кризу середнього віку, закохується в неї з першого погляду. Одержимий бажанням залізти до неї в ліжко Теодор дарує красуні безліч подарунків, квітів. Врешті-решт Шарлотт запрошує його до себе, але в той момент, коли вони почали роздягатися, повертається її чоловік. Коханець вилазить у вікно та чіпляється за карниз. Він потрапляє в об'єктиви телекамер. Він стрибає з вікна, сподіваючись бути зловленим пожежними. Падаючи, Тедді помічає репортерку, яка посміхається йому.

## У ролях
| Актор            | Роль        |
| ---------------- | ----------- |
| Джин Вайлдер     | Теодор Пірс |
| Чарльз Гродін    | Бадді       |
| Гільда Реднер    | міс Мілнер  |
| Келлі Леброк     | Шарлотт     |
| Робін Ігніко     | Бекі Пірс   |
| Кіра Стемпел     | Міссі Пірс  |
| Джудіт Айві      | Діді Пірс   |
| Джозеф Бологна   | Джо         |
| Майкл Зорек      | Шеллі       |
| Артур Бейлі      | Джоко       |
| Майкл Гаддлестон | Шеллі       |

## Створення фільму

### Виробництво
Зйомки фільму проходили в Сан-Франциско, Каліфорнія, США.

### Знімальна група
- Кінорежисер — Джин Вайлдер
- Сценаристи — Ів Робер, Жан-Лю Бадабі, Джин Вайлдер
- Кінопродюсер — Віктор Драі
- Композитор — Джон Морріс
- Кінооператор — Фред Шулер
- Кіномонтаж — Крістофер Грінбері
- Художник-постановник — Девід Л. Снайдер
- Художник-декоратор — Пег Каммінгс
- Художник по костюмах — Рут Маєрс
- Підбір акторів — Джейн Фіенберг, Майк Фентон[2].

## Сприйняття

### Критика
Фільм отримав змішані відгуки. На сайті Rotten Tomatoes оцінка стрічки становить 35 % на основі 17 відгуків від критиків (середня оцінка 4,2/10) і 37 % від глядачів із середньою оцінкою 2,8/5 (8 633 голосів). Фільму зарахований «гнилий помідор» від кінокритиків та «розсипаний попкорн» від глядачів, Internet Movie Database — 5,9/10 (11 423 голоси).

### Номінації та нагороди
| Нагороди та номінації фільму «Жінка в червоному» | Нагороди та номінації фільму «Жінка в червоному» | Нагороди та номінації фільму «Жінка в червоному» | Нагороди та номінації фільму «Жінка в червоному» | Нагороди та номінації фільму «Жінка в червоному» | Нагороди та номінації фільму «Жінка в червоному» |
| Рік                                              | Кінофестиваль/кінопремія                         | Категорія/нагорода                               | Номінант                                         | Результат                                        |                                                  |
| ------------------------------------------------ | ------------------------------------------------ | ------------------------------------------------ | ------------------------------------------------ | ------------------------------------------------ | ------------------------------------------------ |
| 1985                                             | «Оскар»                                          | Найкраща пісня                                   | «I Just Called to Say I Love You» Стіві Вандер   | Перемога                                         |                                                  |
| 1985                                             | «Золотий глобус»                                 | Найкраща пісня                                   | «I Just Called to Say I Love You» Стіві Вандер   | Номінація                                        |                                                  |
| 1985                                             | БАФТА                                            | Найкраща пісня                                   | «I Just Called to Say I Love You» Стіві Вандер   | Номінація                                        |                                                  |